# بيتر هنت (لاعب دارت)
بيتر هنت (بالإنجليزية: Peter Hunt)‏ هو لاعب دارت نيوزيلندي، ولد في 22 يناير 1965 في Greytown, New Zealand ‏ في نيوزيلندا.

## وصلات خارجية
- بيتر هنت على موقع DartsDatabase.co.uk (الإنجليزية)